# كيم بيزلي
كيم بيزلي (بالإنجليزية: Kim Beazley)‏ (و. 1948  م) هو سياسي، ودبلوماسي، وأستاذ جامعي، ونائب الملك أسترالي، ولد في برث، هو عضوٌ حزب العمال الأسترالي، شارك في 1998 Australian Constitutional Convention ‏.

## مناصب
تولى منصب حاكم أستراليا الغربية ‏ (منذ 1 مايو 2018)
- سفير أستراليا لدى الولايات المتحدة الأمريكية ‏ (17 فبراير 2010–22 يناير 2016)
- Leader of the Opposition (Australia) [الإنجليزية]‏ (28 يناير 2005–4 ديسمبر 2006)
- مندوب المؤتمر الدستوري الأسترالي 1998 ‏ (2 فبراير 1998–13 فبراير 1998)
- عضو مجلس النواب الأسترالي ‏ (2 مارس 1996–3 نوفمبر 2007)
- نائب رئيس وزراء أستراليا  [لغات أخرى]‏ (20 يونيو 1995–11 مارس 1996)
- Minister for Finance (Australia) [الإنجليزية]‏ (23 ديسمبر 1993–11 مارس 1996)
- وزير التوظيف وعلاقات العمل [الإنجليزية]‏ (27 ديسمبر 1991–23 ديسمبر 1993)
- Minister for Infrastructure, Transport, Regional Development and Local Government [الإنجليزية]‏ (4 أبريل 1990–9 ديسمبر 1991)
- Leader of the House (Australia) [الإنجليزية]‏ (15 فبراير 1988–11 مارس 1996)
- وزير الدفاع  [لغات أخرى]‏ (13 ديسمبر 1984–4 أبريل 1990)

.

## التعليم
تعلم في جامعة أستراليا الغربية، وتعلم في كلية باليول بجامعة أوكسفورد
.

## جوائز
حصل على جوائز منها:
- وصيف وسام أستراليا (26 يناير 2009)
- منحة رودس

## روابط خارجية
- كيم بيزلي على موقع مونزينجر (الألمانية)